# رضاپاشا الرکابی
علی‌رضاپاشا الرکابی (به عربی: علی‌رضا باشا الرکابی) (زاده ۱۸۶۴ – درگذشته ۲۵ مه ۱۹۴۳) در شهر دمشق سوریه از مارس ۱۹۲۰ تا مه ۱۹۲۰ نخستین نخست‌وزیر سوریه بود.